# Orchis champagneuxii
Orchis champagneuxii Barnéoud (1843), es una especie terrestre de la familia de las orquídeas.

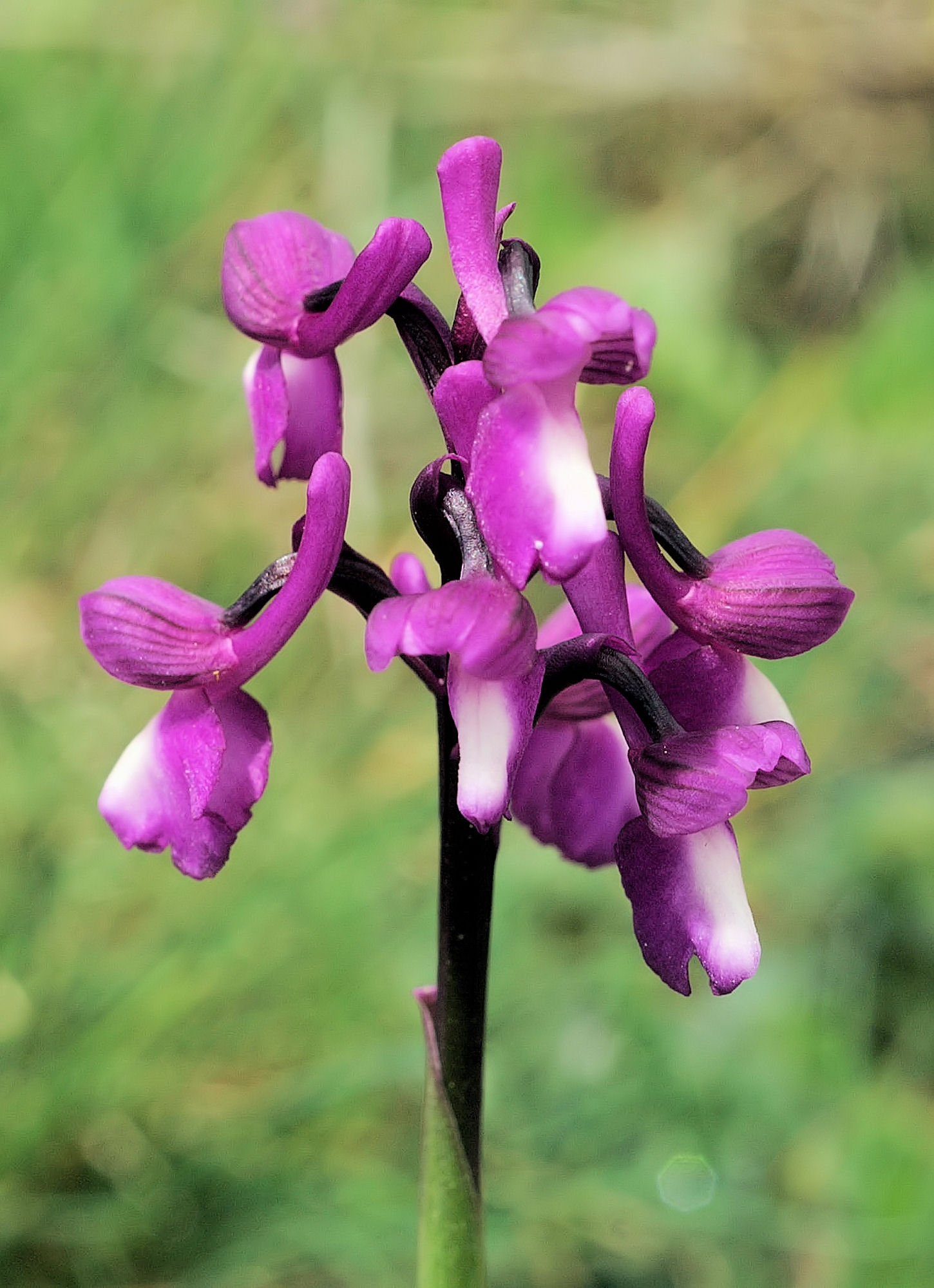
Flores

## Hábitat y distribución
Se encuentra en Portugal, España, Islas Baleares, Francia y Marruecos en garrigas abiertas, matorrales y bosques abiertos en alturas sobre los 1500 m s. n. m.

## Descripción
Es una especie herbácea de pequeño tamaño, terrestre, que prefiere el clima frío. Tiene un tallo con 5 a 9 hojas basales, estrechamente lanceoladas que florece en la primavera en una inflorescencia erecta o laxa con pocas flores de 2 cm de longitud con brácteas membranosas de color púrpura más cortas que el ovario.

## Taxonomía
Orchis champagneuxii fue descrita por François Marius Barnéoud  y publicado en Annales des Sciences Naturelles; Botanique, sér. 2, 20: 380. 1843.
Etimología
Orchis: nombre genérico que proviene del griego y significa testículo, por la apariencia de los tubérculos en algunas especies terrestres. La palabra 'orchis' la usó por primera vez  Teofrasto (371/372 - 287/286 A.C.), en su libro  De historia plantarum (La historia natural de las plantas). Fue discípulo de Aristóteles y está considerado como el padre de la botánica y de la ecología.  
Champagneuxii epíteto otorgado en honor del botánico francés Alselme-Benoît Champagneux (1774-1845).
Sinonimia
- Orchis picta var. champagneuxii (Barnéoud) Nyman (1882)
- Orchis morio var. champagneuxii (Barnéoud) J.A.Guim. (1887)
- Orchis morio ssp. champagneuxii (Barnéoud) E.G.Camus (1929)
- Anacamptis champagneuxii (Barnéoud) R.M.Bateman, Pridgeon & M.W.Chase (1997)
- Anacamptis morio (L.) R.M.Bateman, Pridgeon & M.W.Chase (1997)
- Anacamptis morio ssp. champagneuxii (Barnéoud) H.Kretzschmar, Eccarius & H.Dietr. (2007)